# Kondratowka (obwód kurski)
Kondratowka (ros. Кондратовка) – wieś (ros. село, trb. sieło) w zachodniej Rosji, w sielsowiecie kondratowskim rejonu biełowskiego w obwodzie kurskim.

## Geografia
Miejscowość położona jest nad rzeką Zabużewka, 6 km od centrum administracyjnego sielsowietu kondratowskiego (Ozierki), 19,5 km od centrum administracyjnego rejonu (Biełaja), 96,5 km od Kurska.
W granicach miejscowości znajdują się ulice: Wierchniaja Dacza, Ługowaja, Mołodiożnaja, Nabierieżnaja, Niżniaja Dacza, Nowosiołowka, Szkolnaja.

## Demografia
W 2010 r. miejscowość zamieszkiwało 435 osób.

## Zabytki
- Cerkiew Przemienienia Pańskiego (1822)[2]